# Хохловка (Карачевский район)
Хохловка — деревня в Карачевском районе Брянской области России. Входит в состав Мылинского сельского поселения.

## География
Деревня находится в восточной части Брянской области, в зоне хвойно-широколиственных лесов, к западу от реки Мылинки (приток Снежети), на расстоянии примерно 7 километров (по прямой) к западу-северо-западу (WNW) от города Карачева, административного центра района. Абсолютная высота — 187 метров над уровнем моря.
Климат
Климат умеренно континентальный с теплым летом и умеренно морозной зимой. Годовое количество осадков — 500—600 мм. Средняя температура января составляет −8,6°, июля — +18,6°.
Часовой пояс
Деревня Хохловка, как и вся Брянская область, находится в часовой зоне МСК (московское время). Смещение применяемого времени относительно UTC составляет +3:00.

## Население
| 2010 | 2013 |
| ---- | ---- |
| 52   | ↗53  |

Половой состав
По данным Всероссийской переписи населения 2010 года в гендерной структуре населения мужчины составляли 51,9 %, женщины — соответственно 48,1 %.
Национальный состав
Согласно результатам переписи 2002 года, в национальной структуре населения русские составляли 85 % из 39 чел.

## Улицы
Уличная сеть деревни состоит из одной улицы (ул. Степная).